# 923 Herluga
Herluga (asteroide 923) é um asteroide da cintura principal com um diâmetro de 32,47 quilómetros, a 2,1037339 UA. Possui uma excentricidade de 0,1960416 e um período orbital de 1 546,08 dias (4,24 anos).
Herluga tem uma velocidade orbital média de 18,41255811 km/s e uma inclinação de 14,49307º.
Esse asteroide foi descoberto em 30 de Setembro de 1919 por Karl Reinmuth.